# Lucernariopsis campanulata
Lucernariopsis campanulata är en nässeldjursart som först beskrevs av Jean Vincent Félix Lamouroux 1815.  Lucernariopsis campanulata ingår i släktet Lucernariopsis och familjen Kishinouyeidae. Arten har ej påträffats i Sverige. Inga underarter finns listade i Catalogue of Life.